# 腹八分目に医者いらず
腹八分目に医者いらず（はらはちうんめにいしゃいらず）は、江戸時代の日本からのことわざ。

## 概要
食事というのは健康のためには、満腹になるまで食べないで八分目くらいにしておくのが良いということを意味する。食欲があるということに任せて大食いをするようなことが無く、常に控えめに食べておけば、健康で病気をするということも無いということである。

### 由来
この言葉の由来は、江戸時代の日本の本草学者であった貝原益軒によって著された『養生訓』からである。そこでは珍しい食べ物やおいしい食べ物があろうとも、腹八分か腹九分にしておくのが良い。十分に飽き満ちるまで食べたならば後の禍があり、少しの間欲を堪えることで後の禍が無いとある。少しだけ飲み食いをして味の良さを知れば、多く飲み食いして飽き満ちることとその楽しみは同じで後の災いは無い。食事だけでなくよろずのことでも十分に至れば必ず災いとなり、飲食が最も戒めるべきことであり、最初に慎んでいたならば必ず後の災いは無いとのことであった。